# Liste der Kulturdenkmäler in Berghausen (Einrich)
In der Liste der Kulturdenkmäler in Berghausen sind alle Kulturdenkmäler der rheinland-pfälzischen Ortsgemeinde Berghausen aufgeführt. Grundlage ist die Denkmalliste des Landes Rheinland-Pfalz (Stand: 8. Dezember 2023).

## Einzeldenkmäler
| Bezeichnung | Lage                       | Baujahr                  | Beschreibung | Bild            |
| ----------- | -------------------------- | ------------------------ | --- | --------------- |
| Wohnhaus    | Hauptstraße 11 Lage        | 1857                     | Fachwerkhaus mit Zierverschieferung, bezeichnet 1857                                                                  | Fotos hochladen |
| Hofanlage   | Kirchstraße 4 Lage         | 18. Jahrhundert          | Wohnhaus und Nebengebäude eines Dreiseithofs; Fachwerkhaus, 18. Jahrhundert, Bruchsteinstall mit laubenartigem Vorbau | Fotos hochladen |
| Wohnhaus    | Panngasse 1 Lage           | 17. oder 18. Jahrhundert | Fachwerkhaus, teilweise massiv, verputzt und verschiefert, wohl aus dem 17. oder 18. Jahrhundert                      | BW              |
| Brücke      | südwestlich des Ortes Lage | 19. Jahrhundert          | zweibogige Brücke über den Dörsbach, Bruch- und Backstein, 19. Jahrhundert                                            | Fotos hochladen |

## Ehemalige Kulturdenkmäler
| Bezeichnung | Lage               | Baujahr | Beschreibung | Bild            |
| ----------- | ------------------ | ------- | --- | --------------- |
| Wohnhaus    | Hauptstraße 1 Lage | 1845    | Wohnhaus, teilweise verputzt und verschiefert, bezeichnet 1845, wohl mit Fachwerk aus dem 17. oder 18. Jahrhundert; aus Denkmalliste gelöscht und abgebrochen | Fotos hochladen |